# 阿里埃勒
阿里埃勒（希伯來語：‎，羅馬化：ʾăriʾel；阿拉伯语：‎）是以色列犹地亚-撒马利亚区的城市。人口19,647（2021年），目前是以色列西岸地区的第4大定居点城市。该市创建于1978年。2009年，市议会通过了市长提出的以前总理阿里埃勒·沙龙命名该城市的提案。

## 姐妹城市
- 莫比尔，美国亚拉巴马州